# Bernardo Garcés Córdoba
Bernardo Garcés Córdoba (Cali, 1921 - Cali, 10 de abril de 1997) fue un economista, académico, educador y político colombiano.
Garcés ocupó el ministerio de obras públicas durante el Frente Nacional, en el gobierno de Carlos Lleras Restrepo, de 1966 a 1970, cargo desde el cual fue promotor de las obras en Cali para los Juegos Panamericanos de 1971. Fue el primer director de la Corporación Autónoma Regional del Valle del Cauca (CVC) desde 1954 hasta 1966, máxima autoridad ambiental en ese departamento, de la que fue uno de sus fundadores, en tiempos del general Gustavo Rojas Pinilla.
También fue promotor del futuro Ministerio de Cultura de Colombia, que se creó en 1997 durante el gobierno de Ernesto Samper. Su hija Mariana fue ministra en esa cartera de 2010 a 2018.